# 第一興商スターカラオケ
第一興商スターカラオケ（だいいちこうしょうスターカラオケ）は、株式会社第一興商が運営していたスカパー!およびCATV向けの専門チャンネルである。

## 概要
音楽番組の配信をしていたチャンネルで、毎日4時を基点とした24時間放送を行っていた。
子ども向け（童謡・アニソン）から高年齢層向け（演歌）まで、幅広いジャンルの音楽番組を放送していた。また、一部の番組ではSTBに搭載された機能を用いて、実際に番組を観ながらカラオケを楽しむこともできるものもあった。
2009年10月より一時期、月曜から金曜の22〜23時に往年のTVアニメ・特撮（TVドラマ）を放映していたことがある。
2012年3月31日24時（4月1日未明0時）をもって放送終了（閉局）した。

## 放送していた主な番組

### オリジナル番組
- DAM CHANNEL（第一興商の通信カラオケ・DAMを導入している店舗で放送されている番組。当チャンネルでは完全版を視聴できる）
- 演歌カラオケBOX
- 週刊DAM新譜!演歌カラオケ
- 演歌王
- カラなび歌謡曲
- スター直伝!出張指導
- 東京演歌ライブ
- CLIP NOW
- エクスタシー歌謡
- 野村義男ギタースタジオ 匠 〜たくみ〜
- SOUND VIEW
- NEW MUSIC LIVE FOCUS
- タッチミーアイドル（アイドルグラビア）

### 地上波などで放送された音楽番組
- NHK歌謡コンサート（NHK）
- レッツゴーヤング（同上）→閉局後、2012年4月より歌謡ポップスチャンネルへ移行。
- ヤングスタジオ101（同上）
- ザッツミュージック（同上）
- 加山雄三ショー（同上）
- ポップジャム（同上）
- 青春のポップス（同上）
- ザ・トップテン（日本テレビ）※日テレプラスより移行[1]→終了後、2012年3月にファミリー劇場で放送。
- サブちゃんと歌仲間（テレビ東京）
- 歌謡サロン・演歌がええじゃん
- 演歌百撰（サンテレビ幹事、BS11デジタルでも放送。）
- 新・平成歌謡塾（2010年10月前半に終了した『平成歌謡塾』の後番組、BS朝日でも放送。）
- お好み歌謡館（本放送は2011年11月7日、再放送は11月10日に開始、Twellvでも放送。）
- Indies A-Go-Go（TOKYO MX）※2005年12月から放送開始。[2]

ほか

### アニメ・特撮・ドラマ
- 鉄腕アトム（第1作）モノクロ版
- 紅三四郎TVアニメ
- さすらいの太陽TVアニメ
- 光速エスパーTV特撮
- コメットさん大場久美子版の第2期（注意；特撮・ドラマ両方に分類される）
- ワイルド71972年の日本テレビ版（注意；特撮・ドラマ両方に分類される）

ほか